# Akunk (Aragatsotn)
Akunk (in armeno Ակունք?, anche chiamato Akunq; fino al 1946 Gezlu/Gyuzlu) è un comune dell'Armenia di 672 abitanti (2001) della provincia di Aragatsotn. Il paese fu fondato nel 1829.